# 에디 머리
에디 클래런스 머리(Eddie Clarence Murray, 1956년 2월 24일 ~ )는 "Steady Eddie"라는 별명으로 알려진 전 메이저 리그 베이스볼 (MLB) 1루수이자 지명 타자이다. 볼티모어 오리올스에서 대부분의 경력을 보낸 그는 통산 출장 경기 수와 안타 개수 둘 다 팀 내 4위를 기록하고 있다. 선수 시절 MVP 후보에는 10위권 내에 이름이 자주 거론되었지만, 한번도 수상하지는 못했다. 은퇴 후에는 오리올스, 클리블랜드 인디언스와 로스앤젤레스 다저스에서 코치를 역임했다.
2003년 그는 미국 야구 명예의 전당에 헌액되었다. 뉴 빌 제임스 야구 추상록(2001년)에서 머리는 메이저 리그 역사상 5번째로 최고 1루수로 묘사되었다. 그는 스포팅 뉴스에 의하여 야구의 거대한 선수 100명의 명단에 77위였다.

## 어린 시절
로스앤젤레스에서 태어난 머리는 12명의 자식들 중 8번째이며, 아직도 5명의 누이와 4명의 형제를 가지고 있다. 그는 가끔 어린이로서 우연히 알게 된 야구 경기를 위하여 멀리 가지 않은 것으로 빈정대었다. 경기들은 매우 맹렬하였고, 그의 형들은 전혀 그를 우승하지 않도록 하였다고 한다. 레이는 전 다저스의 마이너 리그 선수인 클리퍼드 프렐로 코치 아래 리틀 리그 야구를 하였다. (자신의 명예의 전당 헌액 연설에서 머리는 프렐로에게 야구 경기 만을 가르쳐 준 것은 물론, 뿐만 아니라 경기를 위한 사랑을 가르쳐 준 것에 감사하다고 하였다.) 프렐로는 어린 머리가 좋은 행동을 가진 선수였다는 것을 기억하는 편이다. 머리는 로스앤젤레스에 있는 로키 고등학교에서 수학하였고, 시니어로서 .500 점을 타구하고, 아지 스미스의 동료 선수였다.

## 선수 경력

### 볼티모어 오리올스 (1977 ~ 88)
머리는 1973년 아마추어 드래프트의 3번째 라운드에서 볼티모어 오리올스에 의하여 선발되었고, 마이너 리그에서 몇몇의 성공적 시즌들을 가졌다. 그는 1977년 4월 7일 메이저 리그 수준에 데뷔하여 자신의 첫 시즌에서 오리올스를 위하여 160개의 경기에서 활약하였다. 160개의 경기에서 그는 시즌 동안 104번이나 스트라이크아웃 시키면서 88개의 타점, 27개의 홈런, 29개의 2루타와 173개의 안타를 가진 동안 .283 점을 타구하였다. 이 일은 자신이 100번 이상의 스트라이크아웃 시킨 단 하나의 시즌이었다. 그는 "올해의 아메리칸 리그 신인 선수" 상을 수상하였다. 자신의 다음 시즌에 그는 자신의 첫 올스타 경기로 임명되고, MVP 투표에서 8위를 하면서 95개의 타점, 27개의 홈런, 32개의 2루타와 174개의 안타를 가지면서 자신의 총계를 올리는 동안 161개의 경기를 활약하였다. 1979년 시즌에 그는 159개의 경기에서 99개의 타점, 25개의 홈런, 30개의 2루타와 179개의 안타를 가지면서 .295 점을 타구하였다. 자신이 올스타 경기에 임명되지 않았어도 그는 MVP 투표에서 11위를 하였다. 그는 자신의 첫 포스트 시즌에 참가하였다. 그해 아메리칸 리그 챔피언십 시리즈에서 그는 오리올스가 캘리포니아 에인절스를 4개의 경기에서 꺾으면서 하나의 홈런과 5개의 타점과 함께 더불어 .417의 타구 평균을 위하여 5 루 12 타를 쳤다. 1979년 월드 시리즈에서 그는 오리올스가 피츠버그 파이리츠에게 7개의 경기에서 패하면서 하나의 홈런과 2개의 타점과 함께 .154의 타구 평균을 위하여 4 루 26 타를 쳤으나 또한 4개의 스트라이크아웃을 가지기도 하였다.
1977년부터 1988년까지 오리올스와 함께 머리는 28개의 홈런과 99개의 타점을 평균하였으며, MVP 상을 위하여 영구적 후보였으며 투표에서 두번이나 2위를 하였다. 동료 선수 칼 립켄 주니어와 머리의 가까운 우정은 당시 볼티모어에서 높이 광고되었다.

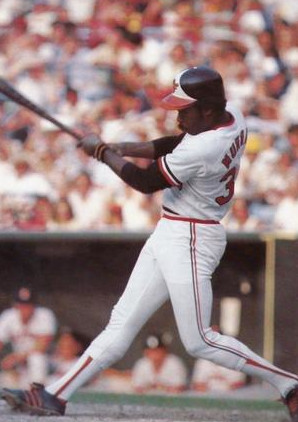
1977년의 머리

1980년 시즌에 그는 .300 점을 위하여 타구(경력 최초)하여 158개의 경기에서 116개의 타점, 32개의 홈런, 36개의 2루타와 179개의 안타를 가졌다. 그는 그해 MVP 비밀 투표에서 6위를 하였다. 이듬해 선수의 파업이 일어난 이유로 그가 99개 만의 경기를 활약하면서 야구 무대를 가로질러 하락의 결과를 가져왔다. 1981년 메이저 리그 베이스볼 올스타 경기로 임명되고, MVP 비밀 투표에서 2위를 하는 동안 그는 78개의 타점, 22개의 홈런, 21개의 2루타와 111개의 안타와 함께 더불어 아직도 .294 점을 위하여 타구하였다. 그는 이듬해 완전한 형성으로 돌아와 151개의 경기에서 110개의 타점, 32개의 홈런, 30개의 2루타와 174개의 안타와 함께 더불어 .316 점을 위하여 타구하였다. 그는 자신의 첫 골드 글러브 상을 수상하고, MVP 비밀 투표에서 2위를 하는 동안 1982년 메이저 리그 베이스볼 올스타 경기로 임명되었다. 그의 1983년 시즌은 156개의 경기에서 111개의 타점, 33개의 홈런(경력 사상), 30개의 2루타와 178개의 안타와 더불어 그가 .306/.393/.538 점을 타구하면서 아주 다르지 않았다. 그는 2연속 골드 글러브 상과 자신의 첫 실버 슬러거 상 수상과 함께 그해 메이저 리그 올스타 경기에 임명되었다. 극적인 시즌에 불구하고, 그는 MVP 투표에서 2위를 하였다. 그해 시카고 화이트삭스를 상대로 아메리칸 리그 챔피언십 시리즈에서 그는 .267의 타구 평균을 위하여 4 루 15 타를 치고, 오리올스가 1983년 월드 시리즈로 진출하는 데 4개의 경기를 우승하면서 하나의 홈런과 3개의 타점을 쳤다. 그 시리즈에서 오리올스가 필라델피아 필리스를 5개의 경기에서 꺾으면서 그는 또한 2개의 홈런과 3개의 타점을 친 동안 .250의 타구 평균을 위하여 5 루 20 타를 쳤다. 이 일은 12년 동안 자신의 마지막 포스트 시즌 출연에서 그의 단 하나의 월드 챔피언십이었다. 1984년 시즌에 그는 .306 점을 위하여 타구하고, 110개의 타점, 29개의 홈런, 26개의 2루타와 180개의 안타를 가진 동안 162개 전부의 경기(경력 사상)에서 활약하였다. 그는 경력 사상 107회의 볼넷을 얻었다. 그는 3번째 골드 글러브 상과 2번째 실버 슬러거 상을 수상하는 동안 4연속 올스타 경기로 임명되었고, MVP 비밀 투표에서 4위를 하였다. 이듬해 그는 156개의 경기에서 124개의 타점, 31개의 홈런, 37개의 2루타(경력 최고)와 173개의 안타를 가진 동안 .297 점을 위하여 타구하였다. 그는 MVP 비밀 투표에서 5위를 하는 동안 자신의 5연속 올스타 경기로 임명되었다. 오리올스와 그의 10번째 시즌인 1986년 시즌은 머리가 137개의 경기에서 84개의 타점, 17개의 홈런, 25개의 2루타와 151개의 안타와 함께 .305 점을 타구하였어도 근소한 타락이었다. 그는 다시 한번 올스타 경기로 임명되었다. 이 일은 1991년까지 그의 마지막 선발이었다. 이듬해 그는 160개의 경기에서 91개의 타점, 30개의 홈런, 28개의 2루타와 171개의 안타를 가진 동안 .277 점을 위하여 타구하였다. 이 일은 1983년 이래 볼넷보다 더 많은 스트라이크아웃(78 대 75)를 가진 첫 시즌이었다. 1988년 시즌에 그는 161개의 경기에서 84개의 타점, 27개의 2루타와 171개의 안타를 가진 동안 .284 점을 타구하였다. 시즌은 아마 오리올스와 함께 그의 마지막으로 증명되었다. 그의 계약의 마지막 3년을 위하여 그가 8백만 달러를 벌은 계약은 팀이 그를 이적하기를 원하는 데 만들었으며, 약간의 돈과 함께 그는 12월 4일 후안 벨, 브라이언 홀턴과 켄 호얼을 위하여 로스앤젤레스 다저스를 이적되었다.

### 로스앤젤레스 다저스 (1989 ~ 91)
팀과 함께 자신의 첫 시즌에 머리는 160개의 경기에서 88개의 타점, 20개의 홈런, 29개의 2루타와 147개의 안타를 가진 동안 경력 최저의 .247 점을 위하여 타구하였다. 이듬해 그는 155개의 경기에서 95개의 타점, 26개의 홈런, 22개의 2루타와 184개의 안타를 가진 동안 .330 점의 평균으로 향상시켰다. 그는 1985년 자신이 가진 84개 이래 가장 많은 87개의 볼넷을 가진 동안 64개의 스트라이크아웃을 가졌다. 그는 3번째로 실버 슬러거 상을 수상하였고, MVP 비밀 투표에서 5위를 하는 동안 3번째이자 마지막으로 실버 슬러거 상을 수상하였다. 그는 윌리 맥기에게 좁은 차이로 내셔널 리그 타구 타이틀을 패하였고, 맥기는 세인트루이스 카디널스에서 오클랜드 애슬레틱스로 이적되어 왔으나 타구 타이틀을 위하여 합격하는 데 충분한 본루 출연을 가져 머리의 .330 점에 .335 점을 쳤으며, 맥기가 애슬레틱스와 함께 .274 점을 타구하였어도 머리가 타구 타이틀을 우승하지 않음에 불구하고 메이저 리그를 이끌었다는 의미였다. 1991년 시즌은 다저스와 그의 마지막이었다. 그는 153개의 경기에서 96개의 타점, 19개의 홈런, 23개의 2루타와 150개의 안타를 가진 동안 .260 점을 위하여 타구하였다. 그는 55개의 볼넷과 함께 74개의 스트라이크아웃을 가졌다. 이것에 불구하고, 그는 그해 메이저 리그 베이스볼 올스타 경기로 임명되었다. 10월 29일 그는 자유 계약이 승인되었다.

### 뉴욕 메츠 (1992 ~ 93)
1991년 11월 27일 머리는 뉴욕 메츠와 2년의 거래에 계약을 맺었다. 머리는 보비 보닐라, 윌리 랜돌프와 브렛 새버헤이건을 포함한 메츠가 만든 몇몇의 취득들 중의 하나였다. 하지만 팀과 함께 머리의 2년 세월에 메츠는 각각 90개와 103개의 패배와 함께 끝냈다. 그는 1992년을 위하여 156개의 경기에서 93개의 타점, 16개의 홈런, 37개의 2루타와 144개의 안타를 가진 동안 .261 점을 위하여 타구하였다. 5월 3일 머리는 애틀랜타 브레이브스의 마빈 프리먼에 자신의 400번째 경력 홈런을 쳤다. 이듬해 그는 154개의 경기에서 100개의 타점(1985년 124개를 가진 이래 팀의 최고이자 그의 100개 타점 시즌), 27개의 홈런(보닐라 만에게 밀려 팀에 2위), 28개의 2루타와 174개의 안타를 가진 동안 .285 점을 위하여 타구하였다. 머리는 보닐라가 34개, 제프 켄트가 20개를 치면서 그해에 20개 혹은 이상의 홈런을 치는 데 3명의 메츠 선수들 중의 하나였다. 이 일은 머리가 100개의 타점 마크를 친 그의 경력에서 마지막이었다.
1993년 11월 1일 그는 메츠에 의하여 자유 계약이 승인되었다.

### 클리블랜드 인디언스 (1994 ~ 96)
머리는 12월 2일 클리블랜드 인디언스에 의하여 자유 계약 선수로서 계약이 맺어졌다. 1994년 시즌에 그는 108개의 경기를 활약하였고, 시즌이 파업의 이유로 짧아지기 전에 76개의 타점, 17개의 홈런과 110개의 안타와 더불어 .254의 타구 평균을 가졌다. 이듬해 그는 82개의 타점, 21개의 홈런과 141개의 안타를 위하여 .323의 타구 평균을 가진 동안 113개의 경기를 활약하였다. 1995년 6월 30일 휴버트 H. 험프리 메트로돔에서 미네소타 트윈스의 투수 마이크 트롬블리에 우익으로 1루타를 치면서 머리는 3,000번째 안타의 상승 단계에 도달하였다. 그해 아메리칸 리그 디비전 시리즈에서 그는 인디언스가 3개의 경기에서 보스턴 레드삭스를 휩쓸면서 하나의 홈런과 3개의 타점을 가진 동안 .385의 타구 평균을 위하여 5 루 13 타를 쳤다. 그해 아메리칸 리그 챔피언십 시리즈에서 그는 1995년 월드 시리즈로 진출하는 데 인디언스가 시애틀 매리너스를 꺾으면서 하나의 홈런과 3개의 타점을 가진 동안 6 루 24 타를 쳤다. 그 시리즈에서 그는 .105의 타구 평균을 위하여 2 루 19 타를 쳤다. 그의 안타들 중 하나는 알바로 에스피노사에 득점을 매기는 데 알레한드로 페냐의 3번째 경기의 11번째 이닝의 말기에 1루타였다. 그는 2개의 득점을 매긴 2번째 경기에서 홈런 슛과 더불어 2개의 다른 타점을 가졌다. 하지만 인디언스는 브레이브스에게 6개의 경기에서 패하였다. 머리의 1996년 시즌은 2개의 팀 - 인디언스와 오리올스에 의하여 나누어졌다. 그는 총 152개의 경기를 활약하여 147개의 안타와 더불어 79개의 타점, 22개의 홈런과 함께 .260 점을 위하여 타구하였다. 그는 인디언스를 위하여 총 88개의 경기에서 활약하였고, 45개의 타점, 12개의 홈런과 88개의 안타와 더불어 .262 점을 위하여 타구하였다. 인디언스는 투수 켄트 머커를 위하여 7월 21일 머리를 오리올스로 도로 이적시켰다.

### 마지막 시즌들 (1996 ~ 97)
그는 오리올스를 위하여 64개의 경기에서 활약하여 34개의 타점, 10개의 홈런과 59개의 안타와 함께 .257 점을 위하여 타구하였다. 9월 6일 그는 펠리페 리라에 자신의 500번째 경력 홈런을 쳤으며, 홈런은 오리올스의 선수로서 오고 또한 립켄이 루 게릭이 활약한 2,130개의 연속적 경기의 기록을 깬 그 날에 정확히 1년으로 왔다. 이전 시즌에 3,000번째 안타의 상승 단계에 도달한 머리는 자신들의 경력에서 최소한 500개의 홈런을 치고 3,000개 혹은 이상의 안타를 수집하는 데 선수들 만으로서 윌리 메이스와 행크 에런에게 가입하였다. 라파엘 팔메이로, 알렉스 로드리게스와 앨버트 푸홀스가 팀에 가입한 이래였다. 그는 아메리칸 리그 디비전 시리즈에서 자신의 이전 팀을 꺾은 후, 양키스를 상대로 아메리칸 리그 챔피언십 시리즈에 팀이 진출하면서 오리올스의 플레이오프에 참가하였다. 총 9개의 포스트 시즌 경기에서 그는 하나의 홈런을 친 동안 10 루 30 타로 갔다. 오리올스에 의하여 자유 계약이 승인된 후, 머리는 12월 18일 애너하임 에인절스에 의하여 자유 계약 선수로서 계약이 맺어졌다. 그는 1997년 시즌에 총 55개의 경기를 활약하여 에인절스와 함께 46개, 그리고 다저스와 함께 9개의 경기이다. 그는 15개의 타점, 3개의 홈런과 35개의 안타와 더불어 .219의 타구 평균을 가졌다. 그의 마지막 홈런은 에인절스와 함께였으며, 4 대 3의 패배에서 2번째 이닝에 밥 툭스버리에 친 하나였다. 그는 8월 14일 에인절스에 의하여 내보내졌다. 8월 20일 그는 다저스에 의하여 계약이 맺어졌다. 다저스와 함께 총 9개의 경기에서 스응 .294의 타구 평균, 3개의 타점과 2개의 안타를 가졌다. 10월 30일 그는 자유 계약이 승인되었다. 그는 504개의 홈런과 함께 1997년 시즌 후에 은퇴하였으며, 2011년으로 봐서 미키 맨틀이 더 많은 홈런(536개)을 친 단 하나의 양손 타자이다. 머리는 11개의 경기에서 본루의 양쪽으로부터 홈런을 쳤고, 이 분류에서 1위를 위하여 칠리 데이비스와 동점으로 은퇴하였다. 이 공동 기록은 마크 테세이라에 의하여 깨졌다.

## 코치 경력
머리는 2002년부터 2005년까지 클리블랜드 인디언스를 위한 타격 코치로 지냈다. 그는 명예의 전당으로 헌액될 때 인디언스와 함께 하였다.
2007년 6월 14일 머리는 로스앤젤레스 다저스를 위한 타격 코치로서 해고되었다. 다저스는 메츠의 3개 경기 휩쓸어짐에 중지되어 31개의 안타과 18개의 득점을 제시하였다. 전 다저스의 선수 빌 뮬러가 임시 대체 코치로 임명되었다.

## 유산
1998년 그는 스포팅 뉴스의 거대한 100명의 야구 선수들 명단에 77위를 차지하였고, 메이저 리그 베이스볼 올센추리 팀을 위하여 결승자로서 후보에 올랐다. 머리는 행크 에런과 윌리 메이스가 첫 2명이면서 500개의 홈런과 3,000개의 안타에 도달하는 데 3번째 선수였다.
2003년 7월 27일 일요일 게리 카터와 더불어 머리는 미국 야구 명예의 전당으로 헌액되었다.
머리는 뉴 빌 제임스 야구 추상록에서 메이저 리그 역사상 5번째로 최고 1루수로 임명되었다.
2012년 8월 11일 캠던 야즈 오리올 파크에서 에디 머리의 왼손잡이 타구 자세를 취한 동상의 제막식이 거행되었다.

## 성취들

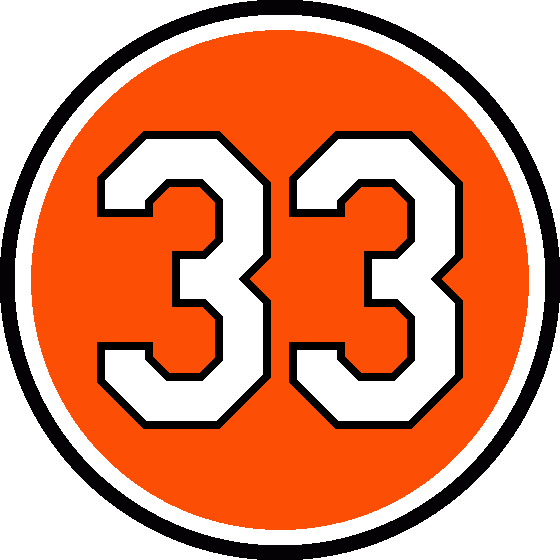
1998년 볼티모어 오리올스에 의하여 영구 결번된 머리의 등번호 33

- 8회의 올스타 (1978, 1981 ~ 86, 1991)
- 아메리칸 리그 MVP 투표 4위 (1984)
- 아메리칸 리그 MVP 투표 5위 (1981, 1985)
- 내셔널 리그 MVP 투표 5위 (1990)
- 아메리칸 리그 MVP 투표 6위 (1980)
- 아메리칸 리그 MVP 투표 8위 (1978)
- 사상 양손 타자들 사이에 가장 많은 타점 (1,917)
- 가장 제물적인 기록 보관을 위한 경력 기록 보유 (128)
- 1루수에 의한 가장 많은 보살을 위한 경력 기록 보유 (1865)
- 33개의 홈런을 위한 자신의 시즌 사상 기록 - 500개 이상의 경력 홈런과 함께 한 아무 선수들 중에 최저 기록
- 3,000개의 경력 안타와 500개의 홈런 둘다 가지는 데 5명만의 선수들 중 하나 (다른 선수들은 행크 에런, 윌리 메이스, 알렉스 로드리게스와 라파엘 팔메이로)
- 19개의 그랜드 슬램 (알렉스 로드리게스의 25개, 루 게릭의 23개와 매니 라미레스의 21개의 뒤로 밀려 사상 4위)
- 마크 테세이라에 의하여 앞서진 이래 사상 기록으로 같은 경기에 11번이나 본루의 양쪽에서 쳐진 홈런
- 3회의 한 경기에서 3개의 홈런 (1979, 1980, 1985)
- 222개의 고의의 볼넷이 사상 6위
- 오리올스를 위하여 안타에서 4위
- 오리올스를 위하여 홈런에서 2위
- 오리올스를 위하여 활약한 경기에서 4위

## 같이 보기
- 500 홈런 클럽